# Kartoffelvollernter

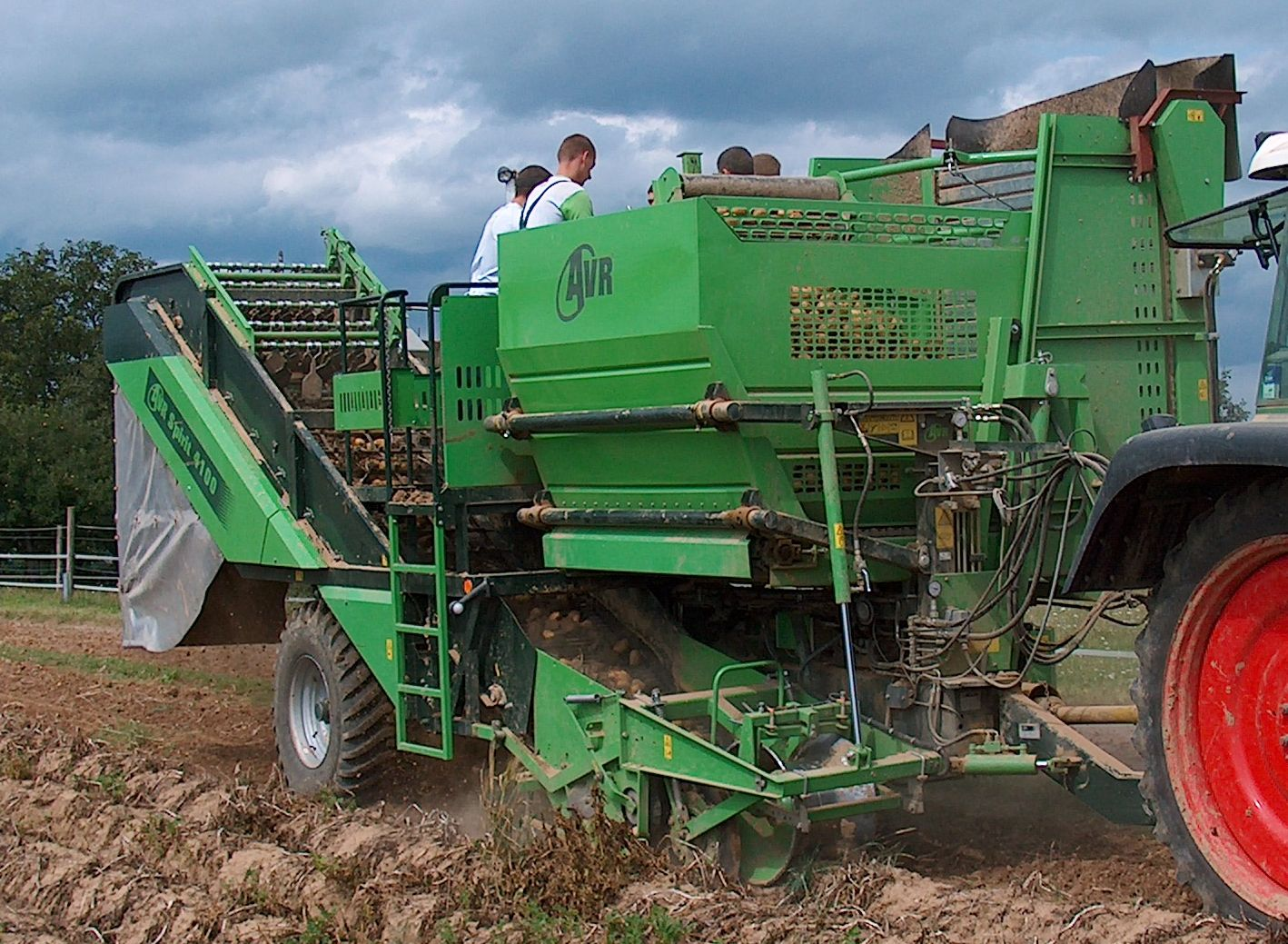
Gezogener Kartoffelvollernter

Ein Kartoffelvollernter ist eine Erntemaschine zum Ernten von Kartoffeln. Es handelt sich dabei um eine Form der Kartoffelroder, die aber zusätzlich zum normalen Erntevorgang noch Reinigung und Sortierung kombinieren. 

## Verfahren
Die Kartoffeln werden durch eine den Kartoffeldamm unterschneidende Pflugschar aus der Erde gehoben. Verbreitet sind als Schare zwei- bis vierteilige Blattschare, mulden- oder scheibenförmige Schare werden seltener verwendet. Blattschare werden seitlich von großen Scheibensechen begrenzt. Die Seche sollen zum einen das Kartoffelkraut abtrennen und zum anderen Knollenverluste oder -beschädigungen durch ein Aufstauen bzw. Ausbrechen der seitlich stehen bleibenden Dammteile verhindern.
Vom Schar gelangen die Kartoffeln auf eine ansteigende Siebkette. Diese trennt bereits die Kartoffeln von der aufgenommenen Erde des Dammes und kleinen Steinen. Nachfolgend werden die Kartoffeln durch eine grobmaschige weitere Siebkette und/oder einer sogenannten Zupfwalze vom aufgenommenen Kartoffelkraut getrennt, ferner werden größere Steine und Erdklumpen (sog. Kluten) durch weitere Trenneinrichtungen separiert. Einige Maschinentypen haben überdies einen Verlesetisch, an dem Erntehelfer zusätzlich Steine und kleine oder beschädigte Kartoffeln von Hand aussortieren können.
Dann werden die Kartoffeln gereinigt und kommen in einen Vorratsbunker, oder sie werden direkt auf ein nebenherfahrendes Transportfahrzeug überladen. Seltener ist eine marktgerechte Sortierung und Absackung auf dem Roder. Bei selbstfahrenden Maschinen kann der Vorratsbunker bis zu 15 Tonnen aufnehmen.

## Typen
Zurzeit (Stand: 2010) sind ein- bis vierreihige Roder gebräuchlich, teilweise auch als selbstfahrende Maschinen.
Hersteller sind beispielsweise Ploeger Machines oder die Grimme-Gruppe.